# Odon Marie Arsène Razanakolona
Odon Marie Arsène Razanakolona (Fianarantsoa, Madagascar, 24 de mayo de 1946) es un arzobispo católico y canonista malgache.
Fue ordenado sacerdote en el año 1975 para su arquidiócesis natal, en la cual ha desempeñado todo su ministerio sacerdotal.
En 1998, el Papa Juan Pablo II le nombró Obispo de Ambanja y en 2005, el Papa Benedicto XVI le nombró nuevo Arzobispo Metropolitano de la capital del país.

## Primeros años, formación y sacerdocio
Nació el día 24 de mayo del año 1946 en la ciudad malgache de Fianarantsoa.
Al descubrir su vocación religiosa decidió ingresar en el seminario diocesano, donde realizó toda su formación eclesiástica.
Finalmente fue ordenado sacerdote el 28 de diciembre de 1975 para su arquidiócesis natal, por el entonces arzobispo Gilbert Ramanantoanina. 
Pocos años más tarde, se trasladó a Italia durante una temporada para continuar con su formación. Allí logró obtener en 1987 un Doctorado en Derecho canónico por la Pontificia Universidad Urbaniana de la ciudad de Roma. Su tesis fue titulada "La ley de la gradualidad y el matrimonio en Madagascar", (Urbanianum diss. 59, 1987).
A su regreso a Madagascar, continuó con su labor dentro de su arquidiócesis, donde ha llegado a ocupar numerosos cargos pastorales.

## Carrera episcopal
Luego el 28 de noviembre de 1998 ascendió al episcopado, cuando el Papa Juan Pablo II le nombró Obispo de la Diócesis de Ambanja, en sucesión de 
Ferdinand Botsy.
Recibió la consagración episcopal el 11 de abril de 1999 a manos del entonces arzobispo de su arquidiócesis, Philibert Randriambololona, que sirvió en calidad de consagrador principal.
Sus co-consagradores fueron el entonces Arzobispo de Antsiranana, Michel Malo y el entonces Obispo de Farafangana, Charles-Remy Rakotonirina.
Actualmente desde el 7 de diciembre de 2005, tras haber sido nombrado por el Papa Benedicto XVI, es el nuevo Arzobispo Metropolitano de la ciudad-capital del país, Antananarivo. De este modo sucede al Cardenal, Armand Gaétan Razafindratandra.
El día 30 de junio de 2006, durante la solemnidad conjunta de San Pedro y San Pablo, recibió el palio arzobispal a manos del sumo pontífice en la Basílica de San Pedro de la Ciudad del Vaticano.

## Otras labores
Al mismo tiempo que se desempeña como arzobispo, en 2009, el Jefe del Departamento de Asuntos Políticos de las Naciones Unidas para África, le nombró como Presidente del Consejo de Iglesias Cristianas en Madagascar, el cual es perteneciente al Consejo Mundial de Iglesias y donde se reúne a católicos, luteranos, reformados y anglicanos.
También ese mismo año fue designado miembro de la II Asamblea Especial para África del Sínodo de los Obispos, que tuvo lugar entre los días 4 y 25 de octubre en la Ciudad del Vaticano.
Cabe destacar que participó en el trabajo de mediación que puso fin a las manifestaciones y enfrentamientos callejeros provocados por la crisis política entre el Presidente de la República de Madagascar, Marc Ravalomanana y el alcalde de la capital, Andry Rajoelina.